# Park Narodowy Shey Phoksundo
Park Narodowy Shey Phoksundo (ang. Shey Phoksundo National Park) – największy park narodowy Nepalu, otaczający najwyższe w Nepalu jezioro Phoksundo.